# ألفرد ميتكالف جاكسون
ألفرد ميتكالف جاكسون (بالإنجليزية: Alfred Metcalf Jackson)‏ هو محامي وقاضي وسياسي أمريكي، ولد في 14 يوليو 1860 في ساوث كارولتون في الولايات المتحدة، وتوفي في 11 يونيو 1924 في وينفيلد في الولايات المتحدة. حزبياً، نشط في الحزب الديمقراطي. وقد انتخب عضو مجلس النواب الأمريكي.